# Diana Neira
Diana Marcela Neira (Bogotá, 6 de septiembre de 1984) es una actriz colombiana que hizo su debut en la serie colombiana Padres e hijos.

## Vida personal
En 2011, Diana Neira contrajo matrimonio con el actor y cantante mexicano Ricardo Abarca. Tienen dos hijas

## Filmografía

### Televisión
| Año       | Título                     | Personaje                            | Canal Original              |
| --------- | -------------------------- | ------------------------------------ | --------------------------- |
| 2002-2005 | Padres e hijos             | Yuri Marcela Chitiva                 | Caracol Televisión          |
| 2004      | Al ritmo de tu corazón     | Yudy                                 | RCN Televisión              |
| 2005      | Casados con hijos          | Nana, Ep: El regalo de matrimonio    | Caracol Televisión          |
| 2005-2006 | Por amor a Gloria          | Victoria Gómez                       | Caracol Televisión          |
| 2005-2006 | La Tormenta                | Virginia Gema                        | Telemundo                   |
| 2006      | Decisiones                 | Gabriela, Ep : Engaña a quien engaña | Telemundo                   |
| 2006-2007 | Amores de mercado          | Andrea Gutiérrez                     | Telemundo                   |
| 2006-2007 | El engaño                  |                                      | Caracol Televisión          |
| 2007      | El ventilador              | Marcela                              | Caracol Televisión          |
| 2007-2008 | Nuevo rico, nuevo pobre    | Ingrid Peláez Ortiz                  | Caracol Televisión          |
| 2009-2010 | Isa Tk+                    | Sandra Sandy Centeno                 | Nickelodeon (Latinoamérica) |
| 2010      | Amor sincero               |                                      | RCN Televisión              |
| 2010      | Clase ejecutiva            | Doris Clavijo                        | Caracol Televisión          |
| 2011      | Popland!                   | Olivia                               | MTV (Latinoamérica)         |
| 2011      | Mujeres asesinas           | Carolina, la humillada               | Canal RCN                   |
| 2012      | Escobar, el patrón del mal | Yesenia                              | Caracol Televisión          |
| 2013      | Amo de casa                | Camila López Ortiz                   | RCN Televisión              |
| 2013-2014 | Los graduados              | Sofía Duarte                         | RCN Televisión              |
| 2014      | La ronca de oro            | Maritza Rengifo                      | Caracol Televisión          |

### Programas
| Año  | Título  | Rol |
| ---- | ------- | --- |
| 2002 | Plan IN |     |

## Cine
| Año  | Título   | Personaje |
| ---- | -------- | --------- |
| 2016 | Pacifico | Anita     |

## Teatro
| Año  | Título                       |
| ---- | ---------------------------- |
| 2011 | Sueño de una noche de verano |
| 2012 | Cenicienta                   |

## Premios y nominaciones
Premios 2013
| Año  | Categoría                  | Nominación por | Resultado |
| ---- | -------------------------- | -------------- | --------- |
| 2013 | Actriz De Reparto favorita | Amo de casa    | Nominada  |